# 海嵐
海嵐（英語：Hoi Nam，代號R25）是香港沙田區議會下轄的選區，涵蓋私人住宅屋苑，2019年設立，2023年取消，末任區議員為公民黨成員陳珮明。

## 範圍
選區位於馬鞍山新市鎮西南部，包括觀瀾雅軒、天宇海、海典灣、嘉華星濤灣及嵐岸；與其相鄰的選區有頌安、錦英、恒安與及鞍泰，並且與駿馬選區隔海相望，名稱來自天宇海、海典灣及嵐岸各取一字，投票站設於馬鞍山循道衛理小學。

## 沿革
本區的屋苑分別在1990年代至2010年代發展，故此2003年至2015年間分散在頌安及鞍泰選區內。
2018年選舉管理委員會因應原有頌安及鞍泰兩個選區預計人口均會超出法例許可的上限，故增加新選區以吸納超出的人口。當中頌安選區內觀瀾雅軒及天宇海位置劃出新增選區，並吸納鞍泰選區的海典灣、嘉華星濤灣及嵐岸組成海嵐選區，使各選區人口調整到法例許可幅度之內。由於天宇海上一屆方由鞍泰選區劃入頌安選區，有關劃界被指破壞社區連繫。諮詢時接獲支持及反對意見，但基於未能有其他可行方案，諮詢結果維持原有計劃，劃出本選區。
2019年區議會選舉，議席由公民黨陳珮明（曾任鄰區大水坑區議員容溟舟的助理，並於2013年參選鞍泰選區的補選）及報稱無黨派的俞卓君爭奪，期間俞卓君遭揭發為建制派東區區議員李進秋的女兒，被指隠瞞本身政治立場，最終在反修例運動引發的高投票率下，陳珮明取得六成五選票當選。2021年10月3日，陳珮明在政府當局要求新界東區議員宣誓前一日宣佈辭去區議員職務。

## 歷屆議員
| 屆別                  | 議員   | 政治聯繫 | 政治聯繫 |
| --------------------- | ------ | -------- | -------- |
| 2020年－2021年10月3日 | 陳珮明 |          | 公民黨   |
| 2021年10月4日－2023年 | 懸空   | 懸空     | 懸空     |

## 歷屆選舉結果
| 政党   | 政党         | 候选人    | 票数  | %     | ±      |
| ------ | ------------ | --------- | ----- | ----- | ------ |
|        | 新界社團聯會 | ①. 俞卓君 | 1,615 | 34.85 | 新選區 |
|        | 公民黨       | ②. 陳珮明 | 3,019 | 65.15 | 新選區 |
| 多数票 | 多数票       | 多数票    | 1,404 | 30.3  | 新選區 |